# Brachychthonius lineatus
Brachychthonius lineatus är en kvalsterart som först beskrevs av Sandór Mahunka 1982.  Brachychthonius lineatus ingår i släktet Brachychthonius och familjen Brachychthoniidae. Inga underarter finns listade.